# دير أيسل (مين)
دير أيسل (بالإنجليزية: Deer Isle, Maine)‏ هي بلدة أمريكية تقع في الولايات المتحدة في Hancock County. يقدر عدد سكانها بـ 1,975 نسمة ومساحتها 320.30 كم2 وترتفع عن سطح البحر 0 متر.

## التركيبة السكانية
قام مكتب تعداد الولايات المتحدة بتحديد بيانات التركيبة السكانية لدير أيسل في تعداد الولايات المتحدة. في ما يلي، التركيبة السكانية حسب تعدادي 2000 و2010.

### تعداد عام 2000
بلغ عدد سكان دير أيسل 1,876 نسمة بحسب تعداد عام 2000، وبلغ عدد الأسر 781 أسرة وعدد العائلات 523 عائلة مقيمة في البلدة.
وتوزع التركيب العرقي للبلدة بنسبة 98.61% من البيض و 0.11% من الأمريكيين الأصليين و 0.21% من الأمريكيين ذوي الأصول الآسيوية و 0.16% من الأمريكيين الأفارقة و 0.91% من عرقين مختلطين أو أكثر.
بلغ عدد الأسر 781 أسرة كانت نسبة 29.1% منها لديها أطفال تحت سن الثامنة عشر تعيش معهم، وبلغت نسبة الأزواج القاطنين مع بعضهم البعض 57.0% من أصل المجموع الكلي للأسر، ونسبة 5.6% من الأسر كان لديها معيلات من الإناث دون وجود شريك، وكانت نسبة 33.0% من غير العائلات. تألفت نسبة 28.2% من أصل جميع الأسر من أفراد ونسبة 14.6% كانوا يعيش معهم شخص وحيد يبلغ من العمر 65 عاماً فما فوق. وبلغ متوسط حجم الأسرة المعيشية 2.82، أما متوسط حجم العائلات فبلغ 2.32.
بلغ العمر الوسطي للسكان 44 عاماً. وكانت نسبة 4.9% بين الثامنة عشر والأربعة وعشرون عاماً، ونسبة 23.6% كانت واقعةً في الفئة العمرية ما بين الخامسة والعشرون حتى والأربعة وأربعون عاماً، ونسبة 26.5% كانت ما بين الخامسة والأربعون حتى الرابعة والستون، ونسبة 22.5% كانت ضمن فئة الخامسة والستون عاماً فما فوق. يوجد لكل 100 أنثى 94.8 ذكر، ويوجد لكل 100 أنثى في الثامنة عشر من عمرها فما فوق 88.5 ذكر.
بلغ متوسط دخل الأسرة في البلدة 32,826 دولار، أما متوسط دخل العائلة فبلغ 40,714 دولار. وكان متوسط دخل الذكور 27,008 دولار مقابل 19,052 دولار للإناث. وسجل دخل الفرد الخاص بالبلدة 16,875 دولار. وكانت نسبة 5.9% من العائلات ونسبة 8.8% من السكان تحت خط الفقر، وكان من هؤلاء نسبة 5.8% تحت سن الثامنة عشر ونسبة 11.8% في الخامسة والستين من العمر وما فوق.

### تعداد عام 2010
بلغ عدد سكان دير أيسل 1,975 نسمة بحسب تعداد عام 2010، وبلغ عدد الأسر 929 أسرة وعدد العائلات 533 عائلة مقيمة في البلدة. في حين سجلت الكثافة السكانية 66.5 نسمة لكل ميل مربع (25.7/كم2). وبلغ عدد الوحدات السكنية 1,936 وحدة بمتوسط كثافة قدره 65.1 لكل ميل مربع (25.1/كم2).
وتوزع التركيب العرقي للبلدة بنسبة 98.1% من البيض و 0.5% من الأمريكيين الأصليين و 0.2% من الأمريكيين ذوي الأصول الآسيوية و 0.2% من الأمريكيين الأفارقة و 1.0% من عرقين مختلطين أو أكثر.
بلغ عدد الأسر 929 أسرة كانت نسبة 20.8% منها لديها أطفال تحت سن الثامنة عشر تعيش معهم، وبلغت نسبة الأزواج القاطنين مع بعضهم البعض 46.5% من أصل المجموع الكلي للأسر، ونسبة 5.8% من الأسر كان لديها معيلات من الإناث دون وجود شريك، بينما كانت نسبة 5.1% من الأسر لديها معيلون من الذكور دون وجود شريكة وكانت نسبة 42.6% من غير العائلات. تألفت نسبة 35.4% من أصل جميع الأسر من أفراد ونسبة 21.1% كانوا يعيش معهم شخص وحيد يبلغ من العمر 65 عاماً فما فوق. وبلغ متوسط حجم الأسرة المعيشية 2.61، أما متوسط حجم العائلات فبلغ 2.05.
بلغ العمر الوسطي للسكان 51.6 عاماً. وكانت نسبة 16.3% من القاطنين تحت سن الثامنة عشر، وكانت نسبة 6.8% بين الثامنة عشر والأربعة وعشرون عاماً، ونسبة 18% كانت واقعةً في الفئة العمرية ما بين الخامسة والعشرون حتى والأربعة وأربعون عاماً، ونسبة 30.8% كانت ما بين الخامسة والأربعون حتى الرابعة والستون، ونسبة 28.2% كانت ضمن فئة الخامسة والستون عاماً فما فوق. وتوزع التركيب الجنسي للسكان بنسبة 46.9% ذكور و53.1% إناث.